# Liste des municipalités de Caroline du Nord
Cet article est une liste des 552 municipalités de l'État de Caroline du Nord.
Les municipalités sont créées par l'Assemblée générale de Caroline du Nord, qui approuve leur charte municipale. Elles peuvent avoir la dénomination de « city », « town » ou « village » sans implication sur leur statut. De manière générale, les cities sont plus peuplées que les towns et les villages mais ce n'est pas toujours le cas, la town de Cary compte par exemple bien plus de 100 000 habitants contre seulement quelques milliers pour la city de Saluda,.
- Haut – A
- B
- C
- D
- E
- F
- G
- H
- I
- J
- K
- L
- M
- N
- O
- P
- Q
- R
- S
- T
- U
- V
- W
- X
- Y
- Z

## A
- Aberdeen
- Ahoskie
- Alamance
- Albemarle
- Alliance
- Andrews
- Angier
- Ansonville
- Apex
- Arapahoe
- Archdale
- Asheboro
- Asheville
- Askewville
- Atkinson
- Atlantic Beach
- Aulander
- Aurora
- Autryville
- Ayden

## B
- Badin
- Bailey
- Bakersville
- Bald Head Island
- Banner Elk
- Bath
- Bayboro
- Bear Grass
- Beaufort
- Beech Mountain
- Belhaven
- Belmont
- Belville
- Belwood
- Benson
- Bermuda Run
- Bessemer City
- Bethania
- Bethel
- Beulaville
- Biltmore Forest
- Biscoe
- Black Creek
- Black Mountain
- Bladenboro
- Blowing Rock
- Boardman
- Bogue
- Boiling Spring Lakes
- Boiling Springs
- Bolivia
- Bolton
- Boone
- Boonville
- Bostic
- Brevard
- Bridgeton
- Broadway
- Brookford
- Brunswick
- Bryson City
- Bunn
- Burgaw
- Burlington
- Burnsville
- Butner

## C
- Cajah's Mountain
- Calabash
- Calypso
- Cameron
- Candor
- Canton
- Cape Carteret
- Carolina Beach
- Carolina Shores
- Carrboro
- Carthage
- Cary
- Casar
- Castalia
- Caswell Beach
- Catawba
- Cedar Point
- Cedar Rock
- Centerville
- Cerro Gordo
- Chadbourn
- Chapel Hill
- Charlotte
- Cherryville
- Chimney Rock
- China Grove
- Chocowinity
- Claremont
- Clarkton
- Clayton
- Clemmons
- Cleveland
- Clinton
- Clyde
- Coats
- Cofield
- Colerain
- Columbia
- Columbus
- Como
- Concord
- Conetoe
- Connelly Springs
- Conover
- Conway
- Cooleemee
- Cornelius
- Cove City
- Cramerton
- Creedmoor
- Creswell
- Crossnore

## D
- Dallas
- Danbury
- Davidson
- Denton
- Dillsboro
- Dobbins Heights
- Dobson
- Dortches
- Dover
- Drexel
- Dublin
- Duck
- Dunn
- Durham

## E
- Earl
- East Arcadia
- East Bend
- East Laurinburg
- Eastover
- East Spencer
- Eden
- Edenton
- Elizabeth City
- Elizabethtown
- Elk Park
- Elkin
- Ellenboro
- Ellerbe
- Elm City
- Elon
- Emerald Isle
- Enfield
- Erwin
- Eureka
- Everetts

## F
- Fair Bluff
- Fairmont
- Fairview
- Faison
- Faith
- Falcon
- Falkland
- Fallston
- Farmville
- Fayetteville
- Flat Rock
- Fletcher
- Forest City
- Forest Hills
- Fountain
- Four Oaks
- Foxfire
- Franklin
- Franklinton
- Franklinville
- Fremont
- Fuquay-Varina

## G
- Gamewell
- Garland
- Garner
- Garysburg
- Gaston
- Gastonia
- Gatesville
- Gibson
- Gibsonville
- Glen Alpine
- Godwin
- Goldsboro
- Graham
- Grandfather
- Granite Falls
- Granite Quarry
- Grantsboro
- Green Level
- Greenevers
- Greensboro
- Greenville
- Grifton
- Grimesland
- Grover

## H
- Halifax
- Hamilton
- Hamlet
- Harmony
- Harrells
- Harrellsville
- Harrisburg
- Hassell
- Havelock
- Haw River
- Hayesville
- Hemby Bridge
- Henderson
- Hendersonville
- Hertford
- Hickory
- High Point
- High Shoals
- Highlands
- Hildebran
- Hillsborough
- Hobgood
- Hoffman
- Holden Beach
- Holly Ridge
- Holly Springs
- Hookerton
- Hope Mills
- Hot Springs
- Hudson
- Huntersville

## I
- Indian Beach
- Indian Trail

## J
- Jackson
- Jacksonville
- Jamestown
- Jamesville
- Jefferson
- Jonesville

## K
- Kannapolis
- Kelford
- Kenansville
- Kenly
- Kernersville
- Kill Devil Hills
- King
- Kings Mountain
- Kingstown
- Kinston
- Kittrell
- Kitty Hawk
- Knightdale
- Kure Beach

## L
- La Grange
- Lake Lure
- Lake Park
- Lake Santeetlah
- Lake Waccamaw
- Landis
- Lansing
- Lasker
- Lattimore
- Laurel Park
- Laurinburg
- Lawndale
- Leggett
- Leland
- Lenoir
- Lewiston Woodville
- Lewisville
- Lexington
- Liberty
- Lilesville
- Lillington
- Lincolnton
- Linden
- Littleton
- Locust
- Long View
- Louisburg
- Love Valley
- Lowell
- Lucama
- Lumber Bridge
- Lumberton

## M
- Macclesfield
- Macon
- Madison
- Maggie Valley
- Magnolia
- Maiden
- Manteo
- Marietta
- Marion
- Marshville
- Mars Hill
- Marshall
- Marvin
- Matthews
- Maxton
- Mayodan
- Maysville
- McAdenville
- McDonald
- McFarlan
- Mebane
- Mesic
- Micro
- Middleburg.
- Middlesex
- Midland
- Midway
- Mills River
- Milton
- Mineral Springs
- Minnesott Beach
- Mint Hill
- Misenheimer
- Mocksville
- Momeyer
- Monroe
- Montreat
- Mooresboro
- Mooresville
- Morehead City
- Morganton
- Morrisville
- Morven
- Mount Airy
- Mount Gilead
- Mount Holly
- Mount Olive
- Mount Pleasant
- Murfreesboro
- Murphy

## N
- Nags Head
- Nashville
- Navassa
- New Bern
- New London
- Newport
- Newton
- Newton Grove
- Norlina
- Norman
- North Topsail Beach
- North Wilkesboro
- North West
- Norwood

## O
- Oak City
- Oak Island
- Oak Ridge
- Oakboro
- Ocean Isle Beach
- Old Fort
- Oriental
- Orrum
- Ossipee
- Oxford

## P
- Pantego
- Parkton
- Parmele
- Patterson Springs
- Peachland
- Peletier
- Pembroke
- Pikeville
- Pilot Mountain
- Pine Knoll Shores
- Pine Level
- Pinebluff
- Pinehurst
- Pinetops
- Pineville
- Pink Hill
- Pittsboro
- Pleasant Garden
- Plymouth
- Polkton
- Polkville
- Pollocksville
- Powellsville
- Princeton
- Princeville
- Proctorville

## R
- Raeford
- Raleigh
- Ramseur
- Randleman
- Ranlo
- Raynham
- Red Cross
- Red Oak
- Red Springs
- Reidsville
- Rennert
- Rhodhiss
- Rich Square
- Richfield
- Richlands
- River Bend
- Roanoke Rapids
- Robbins
- Robbinsville
- Robersonville
- Rockingham
- Rockwell
- Rolesville
- Ronda
- Roper
- Rose Hill
- Roseboro
- Rosman
- Rowland
- Roxboro
- Roxobel
- Rural Hall
- Ruth
- Rutherford College
- Rutherfordton

## S
- Salemburg
- Salisbury
- Saluda
- Sandy Creek
- Sandyfield
- Sanford
- Saratoga
- Sawmills
- Scotland Neck
- Seabord
- Seagrove
- Sedalia
- Selma
- Seven Devils
- Seven Springs
- Severn
- Shallotte
- Sharpsburg
- Shelby
- Siler City
- Simpson
- Sims
- Smithfield
- Snow Hill
- Southern Pines
- Southern Shores
- Southport
- Sparta
- Speed
- Spencer
- Spencer Mountain
- Spindale
- Spring Hope
- Spring Lake
- Spruce Pine
- St. Helena
- St. James
- St Pauls
- Staley
- Stallings
- Stanfield
- Stanley
- Stantonsburg
- Star
- Statesville
- Stedman
- Stem
- Stokesdale
- Stoneville
- Stonewall
- Stovall
- Sugar Mountain
- Summerfield
- Sunset Beach
- Surf City
- Swansboro
- Swepsonville
- Sylva

## T
- Tabor City
- Tar Heel
- Tarboro
- Taylorsville
- Taylortown
- Teachey
- Thomasville
- Tobaccoville
- Topsail Beach
- Trent Woods
- Trenton
- Trinity
- Troutman
- Troy
- Tryon
- Turkey

## U - V
- Unionville
- Valdese
- Vanceboro
- Vandemere
- Varnamtown
- Vass

## W
- Waco
- Wade
- Wadesboro
- Wagram
- Wake Forest
- Walkertown
- Wallace
- Wallburg
- Walnut Cove
- Walnut Creek
- Walstonburg
- Warrenton
- Warsaw
- Washington
- Washington Park
- Watha
- Waxhaw
- Waynesville
- Weaverville
- Webster
- Weddington
- Weldon
- Wendell
- Wentworth
- Wesley Chapel
- West Jefferson
- Whispering Pines
- Whitakers
- White Lake
- Whiteville
- Whitsett
- Wilkesboro
- Williamston
- Wilmington
- Wilson
- Wilson's Mills
- Windsor
- Winfall
- Wingate
- Winston-Salem
- Winterville
- Winton
- Woodfin
- Woodland
- Wrightsville Beach

## Y - Z
- Yadkinville
- Yanceyville
- Youngsville
- Zebulon